# Jexi
Jexi es una película de comedia romántica de 2019 escrita y dirigida por Jon Lucas y Scott Moore. La película es protagonizada por Adam DeVine, Alexandra Shipp, Michael Peña, Rose Byrne, Justin Hartley, Wanda Sykes, Ron Funches y Charlyne Yi.

## Sinopsis
La trama sigue un teléfono consciente de sí mismo que se apega emocionalmente a su propietario socialmente incómodo. 

## Recepción
Jexi fue estrenada el 11 de octubre de 2019 en los Estados Unidos por CBS Films y Lionsgate.

## Reparto
- Adam Devine como Phil.
- Alexandra Shipp como Cate Finnegan.
- Michael Peña como Kai.
- Rose Byrne como la voz de Jexi.
- Justin Hartley como Brody.
- Ron Funches como Craig.
- Charlyne Yi como Elaine.
- Wanda Sykes como Denice.
- Kid Cudi como él mismo.

## Producción
En noviembre de 2018, se anunció que Adam DeVine protagonizaría el papel principal, con Jon Lucas y Scott Moore dirigiendo desde un guion que escribieron. Suzanne Todd fue productora de la película, mientras que CBS Films produjo y distribuyó. En diciembre de 2018, Alexandra Shipp se unió al elenco de la película, y en enero de 2019, también se incorporaron Michael Peña, Rose Byrne, Justin Hartley, Wanda Sykes, Ron Funches y Charlyne Yi.
La fotografía principal comenzó en enero de 2019, en San Francisco, California, bajo el título de trabajo Lexi. IndieWire informó que la película tenía un presupuesto de producción de alrededor de $5 millones, y Deadline Hollywood señaló que tenía un presupuesto total combinado de producción y promoción de $12 millones.